# Rubus imbricatus
Rubus imbricatus är en rosväxtart som beskrevs av Hort. Rubus imbricatus ingår i släktet rubusar, och familjen rosväxter.

## Underarter
Arten delas in i följande underarter:
- R. i. anomalus
- R. i. saxonicus
- R. i. cariensis
- R. i. genuinus
- R. i. discolor
- R. i. subrotundatus
- R. i. hamulosus
- R. i. virescens
- R. i. subrotundus
- R. i. heteracanthus